# Exorista caerulescens
Exorista caerulescens là một loài ruồi trong họ Tachinidae.